# Mai 1905

## Événements
- 1er mai : grèves en Pologne.

- 7 mai : pogroms en Biélorussie.

- 8 mai : transit de la Terre depuis Mars.

- 10 mai : les Armoiries du Manitoba et les Armoiries de l'Île-du-Prince-Édouard sont octroyées.

- 13 mai : débuts de Mata Hari à Paris.

- 14 mai : les Frères Defaux font décoller une maquette d'hélicoptère à Paris.

- 21 - 22 mai, Russie : union des Unions. Les Unions professionnelles se fédèrent pour former l’aile radicale du libéralisme russe sous la direction de Pavel Milioukov.

- 21 - 22 mai ; 6 - 8 juin ; 19 - 21 juillet : congrès régulier des zemstvos à Moscou. Les libéraux et les modérés se prononcent en faveur du suffrage universel et exigent la convocation d’une assemblée constituante.

- 25 mai :
  - Russie : grève des ouvriers du textile de Ivanovo-Voznessensk;
  - premières expériences du capitaine Ferber. Il installe un moteur Peugeot de 12 ch sur un planeur, et déclare alors, « De crête en crête, de ville en ville, de continent en continent », qui dresse le programme à venir pour les aviateurs.

- 27 mai : une escadre russe, venue à grand peine de la mer Baltique en contournant l'Afrique car elle n'a pas obtenu le droit de traverser le canal de Suez, est battue par le Japon à Tsushima.

- 27 - 28 mai : la flotte russe de la Baltique, chargée de transporter les renforts au Liaoning, est détruite par les Japonais de l’amiral Togo à la bataille de Tsushima. Les Japonais sont maîtres de toute la Mandchourie centrale et méridionale.

- 28 mai : fondation du premier soviet à Ivanovo.

## Naissances
- 1er mai :
  - Georges Cazenave, enseignant et poète français.
  - Henry Koster, réalisateur, scénariste et producteur américain d'origine allemande († 21 septembre 1988).
  - Emmanuel Mounier, philosophe français († 22 mars 1950).
- 14 mai : Jean Daniélou, cardinal français, jésuite et théologien († 20 mai 1974).
  - Kunio Maekawa, architecte japonais († 26 juin 1986).
- 15 mai : Abraham Zapruder, cinéaste amateur († 30 août 1970) ayant filmé l'assassinat de John F. Kennedy.
- 16 mai :
  - Henry Fonda, acteur américain († 12 août 1982).
  - William Gagnon, missionnaire († 28 février 1972).
- 18 mai : Francesco Carpino, cardinal italien, archevêque de Palerme († 5 octobre 1993).

## Décès
- 26 mai : Alphonse de Rothschild, régent de la Banque de France.
- 29 mai : William McDougall, père de la Confédération.